# Coppa CEDEAO 1985
La Coppa CEDEAO 1985 (1985 CEDEAO Cup) fu la seconda edizione della Coppa CEDEAO, competizione calcistica per nazione organizzata dalla Comunità economica degli Stati dell'Africa occidentale (CEDEAO). La competizione si svolse in Senegal dal 25 dicembre al 29 dicembre 1985 e vide la partecipazione di tre squadre: Costa d'Avorio, Guinea e Senegal.

## Formula
- Qualificazioni

Senegal (come paese ospitante) e Costa d'Avorio (come detentore del titolo) sono qualificati direttamente alla fase finale. Rimangono 3 squadre per 1 posto disponibile per la fase finale: le qualificazioni si dividono in due turni.
Primo Turno - 2 squadre, giocano partite di andata e ritorno. La vincente accede al secondo turno..
Secondo Turno - 2 squadre, giocano partite di andata e ritorno. La vincente si qualificano alla fase finale.
- Fase finale

Girone unico - 3 squadre, giocano partite di sola andata. La vincente si laurea campione CEDEAO.

## Squadre partecipanti
| Pr. | Squadra        | Data di qualificazione certa | Partecipante in quanto                                         | Partecipazioni precedenti al torneo | Ultima presenza     |
| --- | -------------- | ---------------------------- | -------------------------------------------------------------- | ----------------------------------- | ------------------- |
| 1   | Senegal        | -                            | Rappresentativa della nazione organizzatrice della fase finale | -                                   | Esordiente          |
| 2   | Costa d'Avorio | 20 dicembre 1983             | Rappresentativa della nazione detentrice del titolo            | 1 (1983)                            | Costa d'Avorio 1983 |
| 3   | Guinea         | 25 agosto 1985               | Vincente del Secondo Turno di qualificazione                   | -                                   | Esordiente          |

Nella sezione "partecipazioni precedenti al torneo", le date in grassetto indicano che la nazione ha vinto quella edizione del torneo, mentre le date in corsivo indicano la nazione ospitante.

## Fase finale

### Girone unico

#### Classifica
| Pos | Squadra        | P.ti | G | V | N | P | GF | GS | DR |
| --- | -------------- | ---- | - | - | - | - | -- | -- | -- |
| 1   | Senegal        | 4    | 2 | 2 | 0 | 0 | 5  | 1  | +4 |
| 2   | Costa d'Avorio | 2    | 2 | 1 | 0 | 1 | 1  | 2  | -1 |
| 3   | Guinea         | 0    | 2 | 0 | 0 | 2 | 1  | 4  | -3 |

#### Risultati
| 25 dicembre 1985 | Senegal | 3 – 1 | Guinea |  |

| 27 dicembre 1985 | Costa d'Avorio | 1 – 0 | Guinea |  |

| 29 dicembre 1985 | Senegal | 2 – 0 | Costa d'Avorio |  |